# Tephrosia stormsii
Tephrosia stormsii är en ärtväxtart som beskrevs av De Wild.. Tephrosia stormsii ingår i släktet Tephrosia och familjen ärtväxter. Inga underarter finns listade i Catalogue of Life.